# 쓰쓰이역 (나라현)
쓰쓰이역(일본어: 筒井駅)은 일본 나라현 야마토코리야마시에 위치한 긴키 닛폰 철도 가시하라 선의 철도역이다. 역 번호는 B 31이며, 상대식 승강장 2면 2선의 구조를 갖춘 고가역이다.

## 타는 곳
| 1 | B 가시하라 선 | 하행 | 히라하타 · 덴리 · 야마토야기 · 가시하라진구마에 · 요시노 방면                                    |
| 2 | B 가시하라 선 | 상행 | 고리야마 · 야마토사이다이지 · 나라 · 교토 · 오사카난바 · 아마가사키 · 고시엔 · 고베산노미야 방면 |

## 이용 현황
- 2005년 11월 8일 : 9,376명
- 2008년 11월 18일 : 8,209명
- 2010년 11월 9일 : 7,495명
- 2012년 11월 13일 : 7,192명
- 2015년 11월 10일 : 7,960명

## 역 주변
- 쇼와 공업 단지
- 나라 현 적십자 혈액 센터
- 국도 제25호선
- JR 서일본 야마토코이즈미역

## 인접 역
| 긴키 닛폰 철도 B 가시하라 선             | 긴키 닛폰 철도 B 가시하라 선 | 긴키 닛폰 철도 B 가시하라 선       |
| ---------------------------------------- | ---------------------------- | ---------------------------------- |
| B30 긴테쓰코리야마 야마토사이다이지 방면 | B 가시하라 선                | 히라하타 B32 가시하라진구마에 방면 |